# تشارلز غري
تشارلز غري (بالإنجليزية: Charles Grey)‏ هو شخصية أعمال وسياسي نيوزلندي، ولد في 1859 في بالارات في أستراليا، وتوفي في 10 فبراير 1925.